# Exo La Presqu'Île
Exo La Presqu’Île est une constituante de l'organisme Exo assurant le service de transport en commun de la municipalité régionale de comté de Vaudreuil-Soulanges en Montérégie au Québec (Canada). Les municipalités desservies par Exo La Presqu'Île sont Hudson, Vaudreuil-Dorion, Pincourt, L'Île-Perrot, Notre-Dame-de-l'Île-Perrot et Terrasse-Vaudreuil qui sont des municipalités faisant partie du territoire d'Exo, ainsi que Rigaud et Saint-Lazare, qui sont des municipalités clientes des services de cette dernière sans en être membres,.

## Organisation du réseau
Exo La Presqu'Île, comme tous les autres secteurs d'Exo, a pour but de desservir localement la population. De plus en plus de services sont offerts grâce à la croissance constante du réseau et de sa population. Avec l'arrivée éventuelle du Réseau express métropolitain, on peut s'attendre à voir arriver un service qui relierait la future station Sainte-Anne-de-Bellevue de l'Antenne Sainte-Anne-de-Bellevue au reste du réseau.

### Lien avec le train de banlieue
La plupart des circuits d'Exo La Presqu'Île ont pour but de permettre aux travailleurs de se rendre et de revenir quotidiennement au centre-ville de Montréal en passant par la ligne de train de banlieue de Vaudreuil–Hudson. Ces circuits locaux ramassent les travailleurs et les emmènent à la gare de train la plus proche le matin. Le soir, ils ramènent les travailleurs chez eux. 4 gares sont desservies par Exo La Presqu’Île : Gare Vaudreuil, Gare Dorion, Gare Pincourt-Terrasse-Vaudreuil et Gare Île-Perrot.  
Les passages des autobus sont synchronisés au passage des trains en direction de Montréal le matin. Il n'y a pas de service durant la journée. Le service reprend le soir alors que les circuits sont synchronisés avec les trains qui reviennent de Montréal. Le service est intimement lié et dépendant du service de train. C'est pourquoi les autobus attendent jusqu'à 5 minutes avant de partir le soir si un train a du retard. 

### Lien avec la STM
Certains parcours se rendent sur l’île de Montréal afin de faciliter les transferts avec le réseau de la STM. Ainsi, des transferts sont possibles à la station de métro Côte-Vertu (circuit A-40), au terminus MacDonald (circuits 35 et 335), au terminus Fairview (circuits 7 et 91), au Collège John Abbott (circuit 7) et au Cégep Gérald-Godin (circuit 91).  

### Circuits de jour et fin de semaine
Puisqu'une demande suffisante est maintenant atteinte, 2 circuits (15 et 35) sont en opération toute la journée. Depuis janvier 2017, ces 2 lignes opèrent maintenant avec une fréquence réduite et un tracé légèrement modifié la fin de semaine. Le circuit 15 devient alors 115 et le 35 devient le 335.

## Matériel roulant
Exo La Presqu’Île possède plusieurs types d'autobus pour desservir différents niveaux d'achalandage. Le renouvellement de la flotte vieillissante se fera graduellement dans les années à venir en fonction de la demande grandissante. La nouvelle flotte sera fournie par New Flyer et déployée sur les circuits avec le plus grand achalandage. Voici les différents modèles présentement en opération par Exo Presqu'île triés en ordre de capacité.
- 22 Ford E-450 (minibus 24 passagers maximum) pour la plupart des circuits.
- 6 New Flyer MiDI (MidiBus 42 passagers maximum) déployés sur les circuits 5, 7, 15, 115, 35 et 335.
- 2 New Flyer Xcelsior (bus standard 62 passagers maximum) déployés sur les circuits 7 et 91.
- 1 Nova Bus LFS (bus standard) déployé sur les circuits 7 et 91.
- 4 Prévost X3-45 (bus de type coach avec 55 passagers assis) exclusivement pour le circuit A-40.

## Liste des circuits
| Service régulier                                                                                               | Service de pointe |
| --- | --- |
| 7 Gare Vaudreuil/John Abbott/Pointe-Claire Gare Vaudreuil Terminus Fairview                                    | 1 Seigneurie Gare Vaudreuil |
| 15 Gare Dorion/De la Gare Gare Vaudreuil Gare Dorion                                                           | 2 Bourget Gare Vaudreuil |
| 35 Gare Dorion/Pincourt/Île-Perrot/S-A-de-Bellevue Gare Dorion Gare Sainte-Anne-de-Bellevue Terminus MacDonald | 3 Valois Gare Dorion |
| Express A-40 Gare Vaudreuil Côte-Vertu Terminus Côte-Vertu                                                     | 4 Floralies Gare Vaudreuil |
| | 5 Floralies Gare Vaudreuil Gare Dorion |
| | 6 Gare Vaudreuil/CSSS/Du Ruisselet/Émile-Bouchard Gare Vaudreuil |
| | 8 Chicoine Gare Dorion |
| | 9 Gare Vaudreuil/Gare Dorion/Marier Gare Vaudreuil Gare Dorion |
| | 21 Hudson Gare Vaudreuil Gare Hudson |
| | 31 Gare Pincourt-T-V/Cardinal-Léger Gare Pincourt-Terrasse-Vaudreuil                                                                                                   |
| | 33 Gare Pincourt-T-V/Forest Gare Pincourt-Terrasse-Vaudreuil |
| | 41 Boischâtel Gare Île-Perrot |
| | 42 Rouleau Gare Île-Perrot |
| | 44 Pincourt/Île-Perrot/John Abbott Gare Pincourt-Terrasse-Vaudreuil Gare Île-Perrot Gare Sainte-Anne-de-Bellevue                                                       |
| | 46 Pointe-du-Domaine Gare Île-Perrot |
| | 47 Perrot/Caza/Pointe-du-Domaine Correspondance avec le circuit 46 |
| | 51 Saint-Lazare Gare Vaudreuil |
| | 61 Gare Vaudreuil/Rigaud Gare Vaudreuil |
| | 91 Liaison des gares/Cégep Gérald-Godin/Pointe-Claire Gare Vaudreuil Gare Dorion Gare Pincourt-Terrasse-Vaudreuil Gare Île-Perrot Cégep Gérald-Godin Terminus Fairview |
| | Weekend seulement: 115 Gare Dorion/De la Gare Gare Vaudreuil Gare Dorion                                                                                               |
| | Weekend seulement: 335 Gare Dorion/Pincourt/Île-Perrot/S-A-de-Bellevue Gare Dorion Gare Sainte-Anne-de-Bellevue Terminus MacDonald                                     |

Exo Sud-Ouest offre un circuit reliant la Gare Vaudreuil et Salaberry-de-Valleyfield.
| Service de pointe |
| --- |
| 99 Gare Vaudreuil/Salaberry-de-Valleyfield Gare Vaudreuil Marché IGA (Coteau-du-Lac)* Terminus Valleyfield Cégep de Valleyfield *Correspondance entre les circuits 99 et 97 au Marché IGA à Coteau-du-Lac |

## Stationnements incitatifs et terminus
|                                  | Nombre de places de stationnement gratuit |   |   |   |    |
| -------------------------------- | ----------------------------------------- | - | - | - | -- |
| Gare Dorion                      | 103                                       | 0 | 1 | 2 | 35 |
| Gare Vaudreuil                   | 593                                       | 0 | 6 | 2 | 77 |
| Gare Île-Perrot                  | 271                                       | 0 | 1 | 2 | 36 |
| Gare Pincourt-Terrasse-Vaudreuil | 227                                       | 0 | 2 | 2 | 26 |
| Gare Hudson                      | 47                                        | 0 | 2 | 2 | 7  |
| Côte-Vertu Terminus Côte-Vertu   | 0                                         | 0 | 0 | 0 | 77 |
| Terminus MacDonald               | 0                                         | 0 | 0 | 0 | 0  |

## Autres services
Deux lignes d’autobus de Exo Sud-Ouest relient la municipalité régionale de comté de Vaudreuil-Soulanges à Salaberry-de-Valleyfield, sur la rive opposée du fleuve Saint-Laurent dans la municipalité régionale de comté voisine de Beauharnois-Salaberry, en face des Coteaux. La ligne 97 fait la liaison entre Saint-Zotique, Les Coteaux, Coteau-du-Lac et Salaberry-de-Valleyfield. La ligne 99 relie Salaberry-de-Valleyfield à la Gare Vaudreuil, en effectuant une correspondance avec le circuit 97 au marché IGA de Coteau-du-Lac, situé à côté de l'échangeur des routes 201 et 338.
Le service de transport adapté de la municipalité régionale de comté de Vaudreuil-Soulanges est assuré par Transport Soleil. Cependant, à la suite d'une fusion administrative en juin 2011 Madame Manon Charest est la directrice générale des deux organismes.

## Tarification
Quatre zones servent à déterminer la tarification pour utiliser les services de Exo La Presqu’Île.
- TRAM 4 : L'Île-Perrot, Notre-Dame-de-l'Île-Perrot, Pincourt, Terrasse-Vaudreuil
- TRAM 5 : Vaudreuil-Dorion
- TRAM 6 : Hudson, Saint-Lazare et Hudson Acres
- TRAM 7 : Rigaud

## Achalandage
L’achalandage annuel du service d’autobus de Exo La Presqu’Île est de 934 600 passagers par an en 2018, en hausse de7,4 % par rapport à 2017. L’achalandage est en croissance dans tous les secteurs géographiques, à l’exception d’Hudson.

## Histoire et organisation
En tant qu’organisme intermunicipal, le CIT La Presqu’Île comptait des municipalités membres qui siégeaient au conseil d’administration, soit Vaudreuil-Dorion, Pincourt, L’Île-Perrot, Notre-Dame-de-l’Île-Perrot et Hudson. En vertu des dispositions législatives du Québec en regard des autorités organisatrices de transport, le CIT La Presqu’Île rendait également des services aux municipalités de Saint-Lazare et de Rigaud moyennant paiement suivant des ententes spécifiques de service. Manon Charest était la directrice générale  du CIT,. Le 1er juin 2017, le CIT La Presqu'île devient le RTM secteur La Presqu'île.
Le 23 mai 2018, le RTM change son nom pour Exo.